# Східна Бенгалія й Ассам
Провінція Ассам також відома як Східна Бенгалія й Ассам (бенг. পূর্ববঙ্গ ও অসম) — одна з провінцій британської Індії, яка складалася зі східної частини колишньої провінції Бенгалія та провінції Ассам.

## Історія
Нова область з'явилася 16 жовтня 1905, після першого поділу Бенгалії 1905 через насильство, які здійснювали бенгальські мусульмани. Бенгальські індуїсти протестували проти поділу Бенгалії, протестами вони змусили британську владу скасувати поділ у 1911. Недовго проіснувала провінція була розформована, й Ассаму був повернутий статус провінції, керованої головним комісаром.